# Kaboga
Kaboga (Caboga, Kabožić, Kabužić), dubrovačka plemićka obitelj koja se u vrelima pojavljuje od 13. stoljeća.
Članovi obitelji su tijekom stoljeća obnašali mnoge važne dužnosti u Dubrovačkoj Republici, pa su tako samo u razdoblju od 1440. do 1640. godine 78 puta birani za kneza, 84 puta u Malo vijeće, a 101 puta u Vijeće umoljenih. Poslije propasti Republike djelovali su u Habsburškoj Monarhiji.
Na početku 17. stoljeća u Republici je živjelo deset njihovih obitelji (u užem smislu), ali ih je do velikog potresa 1667. godine izumrlo čak osam. Ipak, održali su se kroz sljedeća stoljeća, preživjali propast Republike, te njihovi potomci i danas žive u inozemstvu.
Obitelj je 1857. godine dobila austrijsku potvrdu plemstva, točnije grofovski naslov.